# Кваліфікація Ліги конференцій УЄФА 2022—2023: шлях чемпіонів
У цій статті викладено результати матчів шляху чемпіонів кваліфікації Ліги конференцій УЄФА 2022—23.
Час вказано за київським часом (EEST/UTC+3). Місцевий час, якщо відрізняється, вказано в дужках.

## Другий кваліфікаційний раунд

### Результати
| Команда 1            | Заг. | Команда 2         | 1-й матч | 2-й матч |
| -------------------- | ---- | ----------------- | -------- | -------- |
| Ла Фіоріта           | 0:10 | Балкані           | 0:4      | 0:6      |
| Вікінгур (Рейк'явік) | 2:0  | Нью-Сейнтс        | 2:0      | 0:0      |
| Сутьєска             | 0:1  | Клаксвік          | 0:0      | 0:1      |
| Гіберніанс           | 4:3  | ФКІ Левадія       | 3:2      | 1:1      |
| Тирана               | 2:4  | Зриньські         | 0:1      | 2:3      |
| Лех (Познань)        | 6:1  | Динамо (Батумі)   | 5:0      | 1:1      |
| Клуж                 | 4:1  | Інтер (Ескальдес) | 3:0      | 1:1      |
| Тобол                | 3:0  | Лінкольн Ред Імпс | 2:0      | 1:0      |

### Матчі
| 19 липня 2022 21:45 (20:45 CEST) |

| Ла Фіоріта | 0:4      | Балкані                                        |
| ---------- | -------- | ---------------------------------------------- |
|            | Протокол | - Кореніца 6' - Ррахмані 23', 50' - Беріша 73' |

| Сан-Марино Стедіум, Серравалле Глядачів: 271 Арбітр: Нікола Попов (Болгарія) |

| 26 липня 2022 21:00 (20:00 CEST) |

| Балкані                                                  | 6:0      | Ла Фіоріта |
| -------------------------------------------------------- | -------- | ---------- |
| - Ррахмані 6', 8', 69' - Абазі 73', 90+1' - Краснічі 75' | Протокол |            |

| Фаділь Вокрі, Приштина Глядачів: 2 000 Арбітр: Адам Ладебек (Швеція) |

Балкані перемогли 10:0 за сумою матчів.
| 21 липня 2022 22:30 (19:30 WET) |

| Вікінгур (Рейк'явік)             | 2:0      | Нью-Сейнтс |
| -------------------------------- | -------- | ---------- |
| - Інгасон 29' (пен.), 57' (пен.) | Протокол |            |

| Вікінгсволлур, Рейк'явік Глядачів: 812 Арбітр: Петер Кралович (Словаччина) |

| 26 липня 2022 20:15 (18:15 BST) |

| Нью-Сейнтс | 0:0      | Вікінгур (Рейк'явік) |
| ---------- | -------- | -------------------- |
|            | Протокол |                      |

| Парк Галл, Освестрі Глядачів: 537 Арбітр: Івайло Стоянов (Болгарія) |

Вікінгур перемогли 2:0 за сумою матчів.
| 20 липня 2022 22:00 (21:00 CEST) |

| Сутьєска | 0:0      | Клаксвік |
| -------- | -------- | -------- |
|          | Протокол |          |

| DG Арена, Подгориця Глядачів: 920 Арбітр: Арда Кардешлер (Туреччина) |

| 27 липня 2022 21:00(19:00 WEST) |

| Клаксвік         | 1:0      | Сутьєска |
| ---------------- | -------- | -------- |
| - Клеттскард 66' | Протокол |          |

| Дьюпуміра, Клаксвік Глядачів: 920 Арбітр: Крістіан-Петру Чочірка (Австрія) |

Клаксвік перемогли 1:0 за сумою матчів.
| 19 липня 2022 21:00 (20:00 CEST) |

| Гіберніанс                                 | 3:2      | ФКІ Левадія               |
| ------------------------------------------ | -------- | ------------------------- |
| - Апап 17' - Дегабріеле 24' - Мурітала 90' | Протокол | - Угге 87' - Аг'їрі 90+4' |

| Сентенарі, Та-Калі Глядачів: 474 Арбітр: Волен Чінков (Болгарія) |

| 28 липня 2022 20:00 |

| ФКІ Левадія | 1:1      | Гіберніанс |
| ----------- | -------- | ---------- |
| - Ийгус 79' | Протокол | - Апап 78' |

| А. Ле Кок Арена, Таллінн Глядачів: 1 351 Арбітр: Генрік Налбандян (Вірменія) |

Гіберніанс перемогли 4:3 за сумою матчів.
| 19 липня 2022 21:00 (20:00 CEST) |

| Тирана | 0:1      | Зриньські           |
| ------ | -------- | ------------------- |
|        | Протокол | - Білбія 12' (пен.) |

| Ельбасан Арена, Ельбасан Глядачів: 4 136 Арбітр: Лукас Сотіріу (Кіпр) |

| 28 липня 2022 22:00 (21:00 CEST) |

| Зриньські                                | 3:2      | Тирана                        |
| ---------------------------------------- | -------- | ----------------------------- |
| - Янкович 25' - Тичинович 36' - Чуже 80' | Протокол | - Ісмаїлгеці 51' - Джіджа 83' |

| Бієлі-Брієґ, Мостар Глядачів: 5 000 Арбітр: Ясар Кемаль Угурлу (Туреччина) |

Зриньські перемогли 4:2 за сумою матчів.
| 21 липня 2022 19:00 (18:00 CEST) |

| Лех (Познань)                                     | 5:0      | Динамо (Батумі) |
| ------------------------------------------------- | -------- | --------------- |
| - Скураш 10', 33' - Амарал 24', 66' - Ісхак 90+4' | Протокол |                 |

| Муніципальний, Познань Глядачів: 9 111 Арбітр: Іан Макнебб (Північна Ірландія) |

| 28 липня 2022 20:00(19:00 GET) |

| Динамо (Батумі) | 1:1      | Лех (Познань)      |
| --------------- | -------- | ------------------ |
| - Вацладзе 64'  | Протокол | - Червіньський 76' |

| Батумі, Батумі Глядачів: 19 343 Арбітр: Ігор Стойчевський (Північна Македонія) |

Лех перемогли 6:1 за сумою матчів.
| 21 липня 2022 20:30 |

| Клуж                                                | 3:0      | Інтер (Ескальдес) |
| --------------------------------------------------- | -------- | ----------------- |
| - Бетанкор 5' (пен.) - Дебелюх 38' - Фехер 84' (аг) | Протокол |                   |

| Константін Радулеску, Клуж-Напока Глядачів: 4 421 Арбітр: Алекс Тролейс (Фарерські острови) |

| 27 липня 2022 18:00 (17:00 CEST) |

| Інтер (Ескальдес) | 1:1      | Клуж             |
| ----------------- | -------- | ---------------- |
| - Сольдевіла 21'  | Протокол | - Дяк 51' (пен.) |

| Комуналь, Андорра-ла-Велья Глядачів: 242 Арбітр: Крістоффер Хагенес (Норвегія) |

Клуж перемогли 4:1 за сумою матчів.
| 21 липня 2022 17:00 (20:00 ALMT) |

| Тобол                              | 2:0      | Лінкольн Ред Імпс |
| ---------------------------------- | -------- | ----------------- |
| - Жаксиликов 65' - Томашевич 90+1' | Протокол |                   |

| Центральний, Костанай Глядачів: 6 000 Арбітр: Метью Де Габріеле (Мальта) |

| 26 липня 2022 19:00 (18:00 CEST) |

| Лінкольн Ред Імпс | 0:1      | Тобол       |
| ----------------- | -------- | ----------- |
|                   | Протокол | - Тошич 31' |

| Вікторія, Гібралтар Глядачів: 742 Арбітр: Галь Лейбовіц (Ізраїль) |

Тобол перемогли 3:0 за сумою матчів.

## Третій кваліфікаційний раунд

### Результати
| Команда 1            | Заг.           | Команда 2     | 1-й матч | 2-й матч |
| -------------------- | -------------- | ------------- | -------- | -------- |
| Вікінгур (Рейк'явік) | 2:4            | Лех (Познань) | 1:0      | 1:4 (дч) |
| РФШ                  | 4:2            | Гіберніанс    | 1:1      | 3:1      |
| Балкані              | 4:4 (пен. 4:3) | Клаксвік      | 3:2      | 1:2 (дч) |
| Зриньські            | 2:1            | Тобол         | 1:0      | 1:1      |
| Шахтар (Солігорськ)  | 0:1            | Клуж          | 0:0      | 0:1      |

### Матчі
| 4 серпня 2022 21:45 (18:45 WET) |

| Вікінгур (Рейк'явік) | 1:0      | Лех (Познань) |
| -------------------- | -------- | ------------- |
| - Сігурпальссон 45'  | Протокол |               |

| Вікінгсволлур, Рейк'явік Глядачів: 1 023 Арбітр: Юджин Джая (Албанія) |

| 11 серпня 2022 21:30 (20:30 CEST) |

| Лех (Познань)                                                    | 4:1 (дч) | Вікінгур (Рейк'явік) |
| ---------------------------------------------------------------- | -------- | -------------------- |
| - Ісхак 32' - Вельде 44' - Мархвіньський 96' - Афонсу Соуза 119' | Протокол | - Джурич 90+5'       |

| Муніципальний, Познань Глядачів: 12 555 Арбітр: Юліан Вайнбергер (Австрія) |

Лех перемогли 4:2 після додаткового часу за сумою матчів.
| 4 серпня 2022 19:00 |

| РФШ        | 1:1      | Гіберніанс  |
| ---------- | -------- | ----------- |
| - Ілич 85' | Протокол | - Велла 39' |

| Даугава, Рига Глядачів: 1 911 Арбітр: Генц Нуза (Косово) |

| 11 серпня 2022 21:00 (20:00 CEST) |

| Гіберніанс            | 1:3      | РФШ                                |
| --------------------- | -------- | ---------------------------------- |
| - Дж. Грек 71' (пен.) | Протокол | - Мареш 45' (пен.) - Ілич 78', 87' |

| Сентенарі, Та-Калі Глядачів: 1 215 Арбітр: Катерина Монзуль (Україна) |

РФШ перемогли 4:2 за сумою матчів.
| 4 серпня 2022 21:00 (20:00 CEST) |

| Балкані                                    | 3:2      | Клаксвік              |
| ------------------------------------------ | -------- | --------------------- |
| - Гріпші 30' - Кореніца 41' - Ррахмані 50' | Протокол | - Клеттскард 69', 88' |

| Фаділь Вокрі, Приштина Глядачів: 3 500 Арбітр: Еспен Ескос (Норвегія) |

| 11 серпня 2022 21:00 (19:00 WEST) |

| Клаксвік                                                  | 2:1 (дч) | Балкані                                         |
| --------------------------------------------------------- | -------- | ----------------------------------------------- |
| - Міккельсен 30' - Да Сільва 30'                          | Протокол | - Краснічі 83'                                  |
|                                                           | Пенальті |                                                 |
| - Б'ярталід - Гольвад - Поульсен - Даніельсен - Андреасен | 3:4      | - А. Тачі - Деллова - Гріпші - Зиба - Емерллаху |

| Торсволлюр, Торсгавн Глядачів: 1 666 Арбітр: Гога Кікачейшвілі (Грузія) |

4:4 за сумою матчів. Балкані перемогли 4:3 по пенальті.
| 4 серпня 2022 22:00 (21:00 CEST) |

| Зриньські     | 1:0      | Тобол |
| ------------- | -------- | ----- |
| - Янкович 76' | Протокол |       |

| Бієлі-Брієґ, Мостар Глядачів: 4 754 Арбітр: Антоніу Нобре (Португалія) |

| 11 серпня 2022 17:00 (20:00 ALMT) |

| Тобол       | 1:1      | Зриньські  |
| ----------- | -------- | ---------- |
| - Дебле 53' | Протокол | - Чуже 34' |

| Центральний, Костанай Глядачів: 6 000 Арбітр: Натан Вербоомен (Бельгія) |

Зриньські перемогли 2:1 за сумою матчів.
| 4 серпня 2022 20:00 |

| Шахтар (Солігорськ) | 0:0      | Клуж |
| ------------------- | -------- | ---- |
|                     | Протокол |      |

| Сакар'я Ататюрк, Адапазари Глядачів: 0 Арбітр: Іоанніс Пападопулос (Греція) |

| 11 серпня 2022 20:00 |

| Клуж           | 1:0      | Шахтар (Солігорськ) |
| -------------- | -------- | ------------------- |
| - Бетанкор 37' | Протокол |                     |

| Константін Радулеску, Клуж-Напока Глядачів: 6 700 Арбітр: Мортен Крог (Данія) |

Клуж перемогли 1:0 за сумою матчів.

## Раунд плей-оф

### Результати
| Команда 1     | Заг.           | Команда 2           | 1-й матч | 2-й матч |
| ------------- | -------------- | ------------------- | -------- | -------- |
| Марибор       | 0:1            | Клуж                | 0:0      | 0:1      |
| РФШ           | 3:3 (пен. 4:2) | Лінфілд             | 2:2      | 1:1 (дч) |
| Лех (Познань) | 3:1            | Ф91 Дюделанж        | 2:0      | 1:1      |
| Шкупі         | 1:3            | Балкані             | 1:2      | 0:1      |
| Зриньські     | 2:2 (пен. 5:6) | Слован (Братислава) | 1:0      | 1:2 (дч) |

### Матчі
| 18 серпня 2022 21:15 (20:15 CEST) |

| Марибор | 0:0      | Клуж |
| ------- | -------- | ---- |
|         | Протокол |      |

| Людські врт, Марибор Глядачів: 4 500 Арбітр: Павел Орел (Чехія) |

| 25 серпня 2022 20:00 |

| Клуж       | 1:0      | Марибор |
| ---------- | -------- | ------- |
| - Цвек 90' | Протокол |         |

| Константін Радулеску, Клуж-Напока Глядачів: 9 852 Арбітр: Джон Бітон (Шотландія) |

Клуж перемогли 1:0 за сумою матчів.
| 18 серпня 2022 20:00 |

| РФШ                                | 2:2      | Лінфілд                      |
| ---------------------------------- | -------- | ---------------------------- |
| - Фрізенбіхлер 88' - Ліпущек 90+6' | Протокол | - Фаллон 38' - Дж. Купер 71' |

| Даугава, Рига Глядачів: 4 710 Арбітр: Аліяр Агаєв (Азербайджан) |

| 25 серпня 2022 21:45 (19:45 BST) |

| Лінфілд                                | 1:1 (дч) | РФШ                                   |
| -------------------------------------- | -------- | ------------------------------------- |
| - Макклін 104'                         | Протокол | - Каллахер 120+1' (аг)                |
|                                        | Пенальті |                                       |
| - Кларк - Девайн - Вертайнен - Макклін | 2:4      | - Фрізенбіхлер - Ілич - Мареш - Ранич |

| Віндзор Парк, Белфаст Глядачів: 4 742 Арбітр: Матей Юг (Словенія) |

3:3 за сумою матчів. РФШ перемогли 4:2 по пенальті.
| 18 серпня 2022 21:30 (20:30 CEST) |

| Лех (Познань)           | 2:0      | Ф91 Дюделанж |
| ----------------------- | -------- | ------------ |
| - Вельде 6' - Ісхак 66' | Протокол |              |

| Муніципальний, Познань Глядачів: 9 150 Арбітр: Манфредас Лук'янчукас (Литва) |

| 25 серпня 2022 21:00 (20:00 CEST) |

| Ф91 Дюделанж | 1:1      | Лех (Познань) |
| ------------ | -------- | ------------- |
| - Кірх 36'   | Протокол | - Перейра 60' |

| Стад де Люксембург, Люксембург Глядачів: 1 935 Арбітр: Никола Дабанович (Чорногорія) |

Лех перемогли 3:1 за сумою матчів.
| 18 серпня 2022 22:00 (21:00 CEST) |

| Шкупі           | 1:2      | Балкані                       |
| --------------- | -------- | ----------------------------- |
| - Адетунджі 19' | Протокол | - Ррахмані 23' - Кореніца 67' |

| Тоше Проескі, Скоп'є Глядачів: 8 430 Арбітр: Івар Оррі Крістьянссон (Ісландія) |

| 25 серпня 2022 21:00 (20:00 CEST) |

| Балкані        | 1:0      | Шкупі |
| -------------- | -------- | ----- |
| - Кореніца 69' | Протокол |       |

| Фаділь Вокрі, Приштина Глядачів: 12 000 Арбітр: Іштван Вад (Угорщина) |

Балкані перемогли 3:1 за сумою матчів.
| 18 серпня 2022 21:00 (20:00 CEST) |

| Зриньські    | 1:0      | Слован (Братислава) |
| ------------ | -------- | ------------------- |
| - Білбія 89' | Протокол |                     |

| Бієлі-Брієґ, Мостар Глядачів: 5 100 Арбітр: Юліан Вайнбергер (Австрія) |

| 25 серпня 2022 21:30 (20:30 CEST) |

| Слован (Братислава)                                                  | 2:1 (дч) | Зриньські                                                                |
| -------------------------------------------------------------------- | -------- | ------------------------------------------------------------------------ |
| - Ерік Рамірес 67'                                                   | Протокол | - Савич 103'                                                             |
|                                                                      | Пенальті |                                                                          |
| - Грнчар - Медвед - Мустафич - Абена - Ерік Рамірес - Кашія - Чаврич | 6:5      | - Білбія - Каменар - Савич - Маглиця - Яковлєвич - Баришич - Малекінушич |

| Національний футбольний стадіон, Братислава Глядачів: 14 333 Арбітр: Мохаммед Аль-Хакім (Швеція) |

2:2 за сумою матчів. Слован перемогли 6:5 по пенальті.

## Позначки
1. 1 2 3  Домашні матчі Балкані відбудуться на стадіоні Фаділь Вокрі у Приштині (Косово), оскільки їх домашній стадіон — Стадіумі і Кутетіт у Сува Реці — не відповідає вимогам УЄФА.
2. ↑  Домашній матч Сутьєски пройшов на стадіоні DG Арена у Подгориця (Чорногорія), оскільки їх домашній стадіон — Градскі у Никшичі — не відповідає вимогам УЄФА.
3. 1 2  Домашні матчі Гіберніанс пройшли на стадіоні Сентенарі у Та-Калі (Мальта), оскільки їх домашній стадіон — Гіберніанс у Паола — не відповідає вимогам УЄФА.
4. ↑  Домашній матч Тирани пройшов на Ельбасан Арені у Ельбасані (Албанія), оскільки їх домашній стадіон — Сельман Стармасі у Тирані — не відповідає вимогам УЄФА.
5. 1 2  Домашні матчі РФШ відбудуться на стадіоні Даугава у Ризі (Латвія), оскільки їх домашній стадіон — ЛНК Спорта Паркс у Ризі — не відповідає вимогам УЄФА.
6. ↑  Домашній матч Клаксвіку в третьому кваліфікаційному раунді пройшов на стадіоні Торсволлюр у Торсгавні (Фарерські острови), оскільки їх домашній стадіон — Дьюпуміра у Клаксвіку — не відповідає вимогам УЄФА.
7. 1 2  Через використання території Білорусі у расійському вторгненні в Україну, УЄФА зобов'язали білоруські команди проводити домашні матчі на нейтральному полі та без глядачів до подальших повідомлень.[26][27]
8. ↑  Домашній матч Шкупі відбудеться на стадіоні Тоше Проескі у Скоп'є (Пн. Македонія), оскільки їх домашній стадіон — Чаїр у Скоп'є — не відповідає вимогам УЄФА.